# 凤台街道
凤台街道是中华人民共和国山东省平度市下辖的一个街道办事处，设立于2012年。管辖原香店街道办事处胶平路、天柱、现河3个社区居委会，小窑、苇村等18个行政村和原同和街道办事处兰前、李官庄、黄家道口、小洪沟等4个行政村。

## 行政区划
凤台街道下辖胶平路社区、现河社区、天柱社区、小窑村、大窑村、河崖村、杜家疃村、何家楼村、战家疃村、小官家庄村、小李家疃村、西潘家疃村、东潘家疃村、苇村、苇园村、南于家村、中万家村、小刘家疃村、东崔家疃村、臧家疃村、关家庙头村、黄家道口村、小洪沟村、李官庄村、兰前村。
凤台街道现辖：
胶平路社区、现河社区、天柱社区、烟台路社区、小泥河头村、东王家村、冢子村、东杨庄村、东郝家疃村、西郝家疃村、泉子崖村、上埠村、香店村、相家村、东双庙村、后许家村、前许家村、芦坊村、周家河崖村、仲家村、邹家坡村、北郭家庄村、东岭村、西岭村、小窑村、大窑村、河崖村、杜家疃村、何家楼村、战家疃村、小官家庄村、小李家疃村、西潘家疃村、东潘家疃村、曲坊村、苇村、苇园村、南于家村、中万家村、邢家疃村、小刘家疃村、东崔家疃村、臧家疃村、关家庙头村、前八里庄村、中八里庄村、后八里庄村和大泥河头村。